# اتصال بسيط

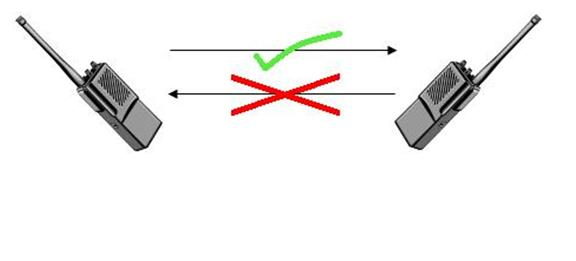

الاتصالات البسيطية هي قناة اتصال ترسل المعلومات في اتجاه واحد فقط.
يُعرفها الاتحاد الدولي للاتصالات بأنها قناة اتصالات تعمل في اتجاه واحد في وقت واحد، ولكن يمكن عكسها؛ وهذا ما يسمى نصف مزدوج في سياقات أخرى. وتتطلب قناة الاتصال المزدوج قناتين بسيطتين تعملان في اتجاهين متعاكسين.
فعلى سبيل المثال، في البث التلفزيوني، لا تتدفق المعلومات إلا من موقع المرسل إلى مستقبلات متعددة. يوجد في زوج أجهزة الراديو مزدوجة المسار اللاسلكية دائرة بسيطة؛ حيث أن طرف واحد فقط هو من يمكنه الحديث، في حين يستمع الآخر له حتى يتمكن من الحديث ينما يستمع الطرف الأول. حيث أن وسط نقل الإشارة الراديوية (الهواء) يُمكن أن يحمل المعلومات في اتجاه واحد فقط.